# 和歌山県道28号印南原印南線
和歌山県道28号印南原印南線（わかやまけんどう28ごう いなんばらいなみせん）は、和歌山県日高郡印南町を通る県道（主要地方道）である。

## 概要
両側2車線に整備されている。高速道路が御坊止まりだった頃には御坊インターチェンジから印南・白浜方面への最短ルートとして扱われていた。阪和自動車道印南インターチェンジと接続している。

### 路線データ
- 実延長：7.711km
- 起点：日高郡印南町大字印南原
- 終点：日高郡印南町大字印南（印南港交差点＝国道42号）

## 歴史
- 1993年（平成5年）5月11日 - 建設省から、県道印南原印南線が印南原印南線として主要地方道に指定される[1]。

## 路線状況

### 重複区間
- 国道425号（日高郡印南町印南原 地内）

## 地理

### 通過する自治体
- 日高郡印南町

### 交差する道路
- 和歌山県道27号日高印南線（起点）
- 国道425号（日高郡印南町印南原）
- 国道425号（日高郡印南町印南原）

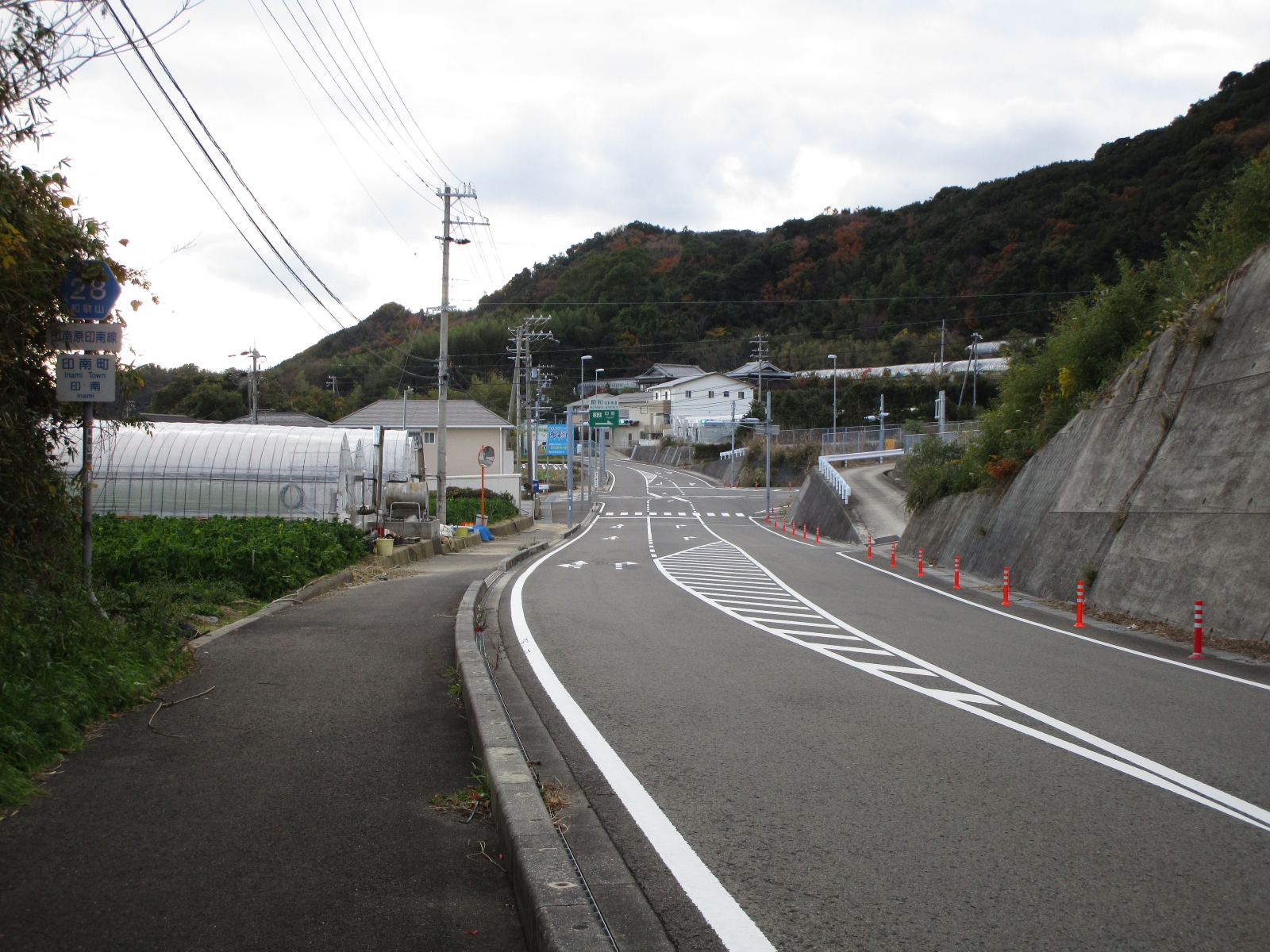
和歌山県道28号印南原印南線

- 和歌山県道203号滝之口古井口線（日高郡印南町印南原）
- 阪和自動車道 印南インターチェンジ
- 国道42号（終点）